# Macedonia Północna na Letnich Igrzyskach Olimpijskich 2024
Macedonia Północna na Letnich Igrzyskach Olimpijskich 2024 – występ kadry sportowców reprezentujących Macedonię Północną na igrzyskach olimpijskich, które odbyły się w Paryżu we Francji, w dniach 26 lipca – 11 sierpnia 2024.
Reprezentacja Macedonii Północnej liczyła siedmioro zawodników – trzy kobiety i czterech mężczyzn, którzy wystąpili w 6 dyscyplinach.
Był to ósmy start Macedonii Północnej na letnich igrzyskach olimpijskich.

## Reprezentanci

### Judo
| Zawodnik       | Konkurencja | 1/16             | 1/8              | Ćwierćfinał      | Półfinał         | Repasaże         | Finał / 3. miejsce | Finał / 3. miejsce | Źródła |
| Zawodnik       | Konkurencja | Przeciwnik Wynik | Przeciwnik Wynik | Przeciwnik Wynik | Przeciwnik Wynik | Przeciwnik Wynik | Przeciwnik Wynik   | Pozycja            | Źródła |
| -------------- | ----------- | ---------------- | ---------------- | ---------------- | ---------------- | ---------------- | ------------------ | ------------------ | ------ |
| Edi Šerifovski | -81 kg (m)  | Schimidt P 00-11 | NQ               | NQ               | NQ               | NQ               | NQ                 | 17.                | [ 1 ]  |

### Lekkoatletyka
| Zawodnik        | Konkurencja | Finał    | Finał   | Źródło |
| Zawodnik        | Konkurencja | Rezultat | Pozycja | Źródło |
| --------------- | ----------- | -------- | ------- | ------ |
| Dario Ivanovski | maraton (m) | 2:28,15  | 69.     | [ 2 ]  |

### Pływanie
| Zawodnik           | Konkurencja            | Eliminacje | Eliminacje | Półfinał | Półfinał | Finał | Finał | Źródło |
| Zawodnik           | Konkurencja            | Czas       | Poz.       | Czas     | Poz.     | Czas  | Poz.  | Źródło |
| ------------------ | ---------------------- | ---------- | ---------- | -------- | -------- | ----- | ----- | ------ |
| Nikola Ǵuretanoviḱ | 400 m st. dowolnym (m) | 4:05,38    | 37.        | NQ       | NQ       | NQ    | 37.   | [ 3 ]  |

### Strzelectwo
| Zawodnik             | Konkurencja                    | Kwalifikacje | Kwalifikacje | Półfinał | Półfinał | Finał | Finał   | Źródło |
| Zawodnik             | Konkurencja                    | Wynik        | Pozycja      | Wynik    | Pozycja  | Wynik | Pozycja | Źródło |
| -------------------- | ------------------------------ | ------------ | ------------ | -------- | -------- | ----- | ------- | ------ |
| Anastasija Mojsovska | karabin pneumatyczny, 10 m (k) | 625.3        | 31.          | NQ       | NQ       | NQ    | 31.     | [ 4 ]  |

### Taekwondo
| Zawodnik       | Konkurencja | 1/8 finału       | Ćwierćfinał      | Półfinał         | Repesaż          | Finał / 3.miejsce | Finał / 3.miejsce | Źródło |
| Zawodnik       | Konkurencja | Przeciwnik Wynik | Przeciwnik Wynik | Przeciwnik Wynik | Przeciwnik Wynik | Przeciwnik Wynik  | Pozycja           | Źródło |
| -------------- | ----------- | ---------------- | ---------------- | ---------------- | ---------------- | ----------------- | ----------------- | ------ |
| Miljana Reljiḱ | -57 kg (k)  | Jones W 2-1      | Aoun P 0-2       | NQ               | NQ               | NQ                | 9.                | [ 5 ]  |

### Zapasy
| Zawodnik         | Konkurencja          | 1/8 finału       | Ćwierćfinał      | Półfinał         | Repesaż          | Finał            | Finał   | Źródło |
| Zawodnik         | Konkurencja          | Przeciwnik Wynik | Przeciwnik Wynik | Przeciwnik Wynik | Przeciwnik Wynik | Przeciwnik Wynik | Pozycja | Źródło |
| ---------------- | -------------------- | ---------------- | ---------------- | ---------------- | ---------------- | ---------------- | ------- | ------ |
| Władimir Jegorow | -57 kg st. wolny (m) | Sehrawat P 10-0  | NQ               | NQ               | NQ               | NQ               | 15.     | [ 6 ]  |